# Солнце Москвы
«Со́лнце Москвы́» — колесо обозрения высотой 140 метров, расположенное рядом с южным входом ВДНХ. Является высочайшим в Европе, превзойдя по этому показателю колесо «Лондонский глаз» высотой 135 метров, открытое в марте 2000 года. Среднее время одного круга — 18 минут 40 секунд. Колесо снабжено 30 закрытыми кабинками вместительностью до 15 человек и площадью 10 м² с системой кондиционирования, отопления, видеонаблюдения, аудиогидом и тревожной кнопкой для связи с оператором, а также информационными экранами. Имеются кабинки с прозрачным полом.
Открытие колеса обозрения состоялось в день 875-летия Москвы — 10 сентября 2022 года в 16:00. Стоимость одного билета составляет от 1350 рублей (1800 рублей с одного взрослого человека по состоянию на 07.10.2024), билеты в кабинки со стеклянным полом стоят дороже. В церемонии открытия приняли участие Президент России Владимир Путин и мэр Москвы Сергей Собянин.

## История

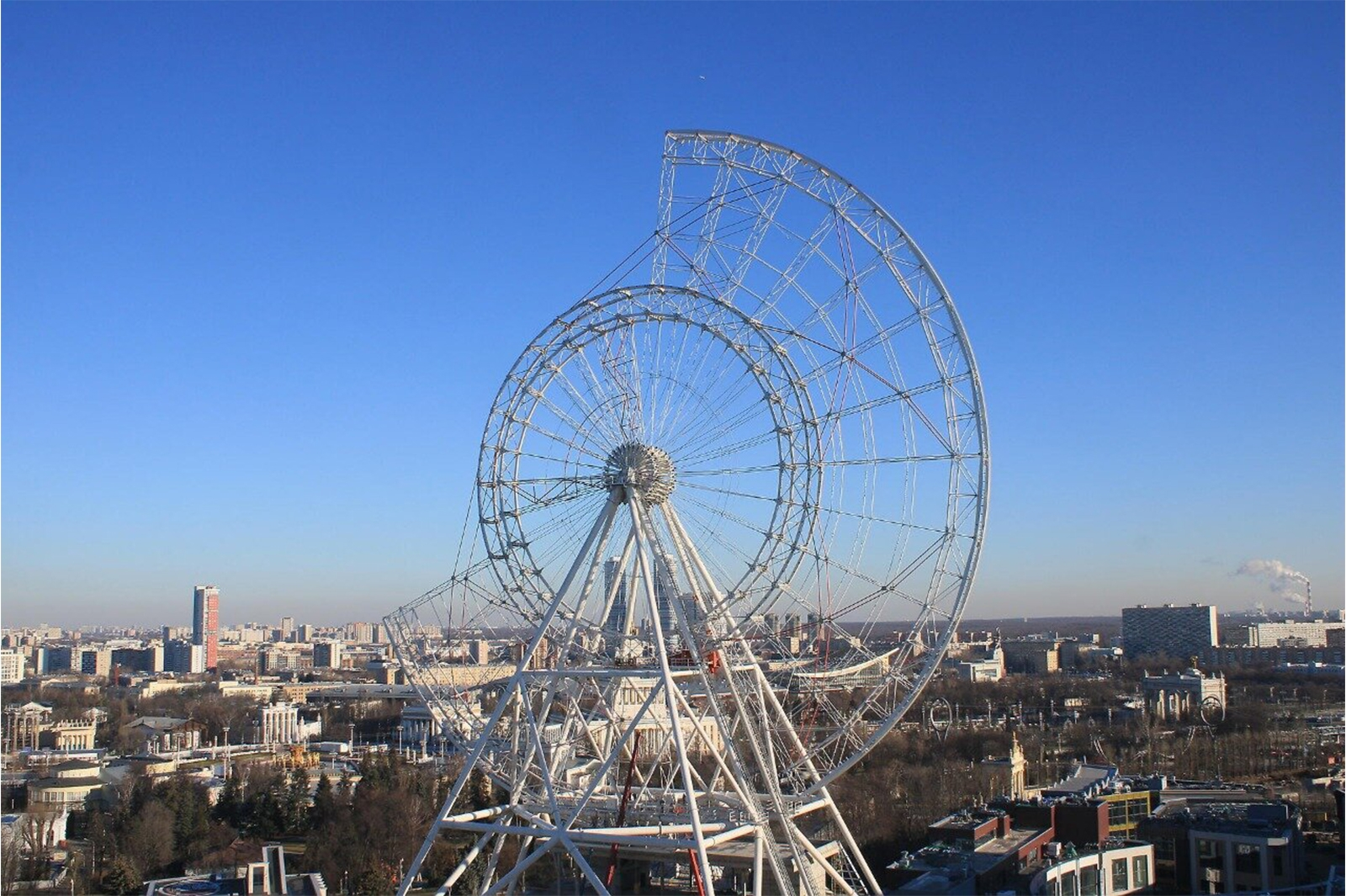
Строительство в ноябре 2021 года

Строительство колеса обозрения началось в ноябре 2020 года и завершилось в июле 2022 года.
Колесо обозрения стоит на фундаменте, разработанном специалистами московской геотехнической компании «ЮНИПРО». Проектное решение позволяет исключить деформацию фундаментов опор колеса, обеспечивая требуемую прочность и надёжность конструкции.
Макет колеса прошёл испытания в аэродинамической трубе на базе Центрального аэрогидродинамического института им. Н. Е. Жуковского на устойчивость к порывам ветра до 44 м/с — показатели являются нормативными в условиях ландшафта столицы. Также были проведены натурные испытания групп баретт на устойчивость к вертикальным и горизонтальным нагрузкам, превышающим в 1,5 раза расчётную величину. В процессе испытаний на протяжении 12 часов баретты получали равномерную нагрузку в диапазоне от 1 до 1 500 тонн.
При строительстве колеса обозрения применялась технология сборки наружного обода, при которой элементы монтируются не последовательно друг за другом, а «крест-накрест». Поэтому для равномерного распределения нагрузки на центральную ось аттракциона при помощи гидравлических толкателей осуществлялся поворот наружного обода. Процесс поворота занял около 20 часов непрерывной работы. Диаметр наружного обода — 90 метров.
Масса конструкции составляет 1800 тонн. Аттракцион приводят в действие 14 электродвигателей, по семь с каждой стороны. Их мощность — около 200 киловатт.

## Описание и характеристики

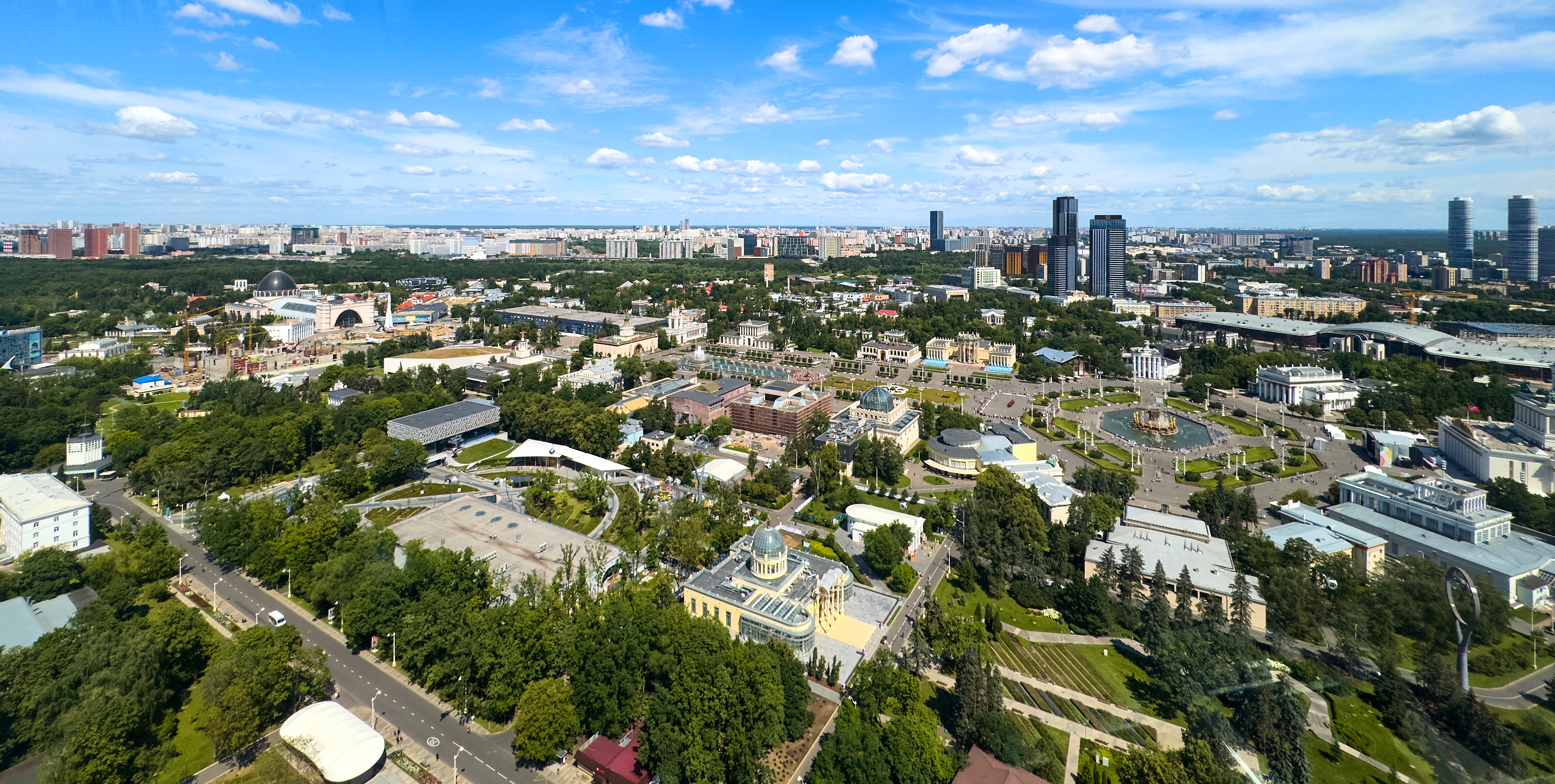
Вид из кабинки колеса обозрения

«Солнце Москвы» — это 30 закрытых кабин, вмещающих до 15 гостей каждая. В кабинах есть система видеонаблюдения, кнопка связи с оператором и климат-контроль, 5 кабин оборудованы прозрачным полом. Аттракцион предназначен для круглогодичного посещения при температуре от −10 до +40 °C. За один оборот, занимающий 18 минут и 40 секунд, колесо обозрения может вместить до 450 человек. В час на колесе обозрения могут отдыхать 1435 человек.
Аттракцион открывает в ясную погоду панорамный вид на Москву в радиусе 50 километров. С высоты гости могут увидеть более 30 знаковых мест столицы: ВДНХ, парк «Останкино» с усадьбой графов Шереметевых, парк «Сокольники», Ботанический сад, Сталинские высотки, Спасскую башню и другие визитные карточки города.
Новое колесо обозрения построено взамен старого, имени 850-летия Москвы, которое разобрали в 2016 году. Из-за масштабности конструкции возводить его на прежнем месте было нельзя — там проходит множество коммуникаций и линия метро. Поэтому колесо располагается слева от южного входа ВДНХ, рядом с павильоном № 7 «Семена» и будущим парком развлечений с канатной дорогой.
Посадка на колесо обозрения осуществляется с пристроенного к нему посадочного вокзала, связанного с многофункциональным комплексом крытым эскалаторным переходом. Инвестором строительства выступила группа компаний «Регионы».
В инфраструктуру проекта входит одноимённый многофункциональный комплекс площадью 26 000 м² — универсальное городское пространство для широкой аудитории.
Двухэтажный комплекс включает развлекательные пространства и игровой центр. Интерактивное семейное пространство «Московский Лисапарк», сувенирный магазин «Солнца Москвы», фуд-корт с кухнями народов мира. Также здесь есть прогулочная зона под открытым небом и гастрокластер с кафе и ресторанами.
Городской променад «Солнце Москвы» представляет собой парковую территорию под открытым небом. Попасть сюда можно с центрального входа в комплекс, а также со стороны ВДНХ. Городской променад объединяет зоны отдыха, семейные и выставочные пространства, экспресс-кафе, а также рестораны с отдельным входом.

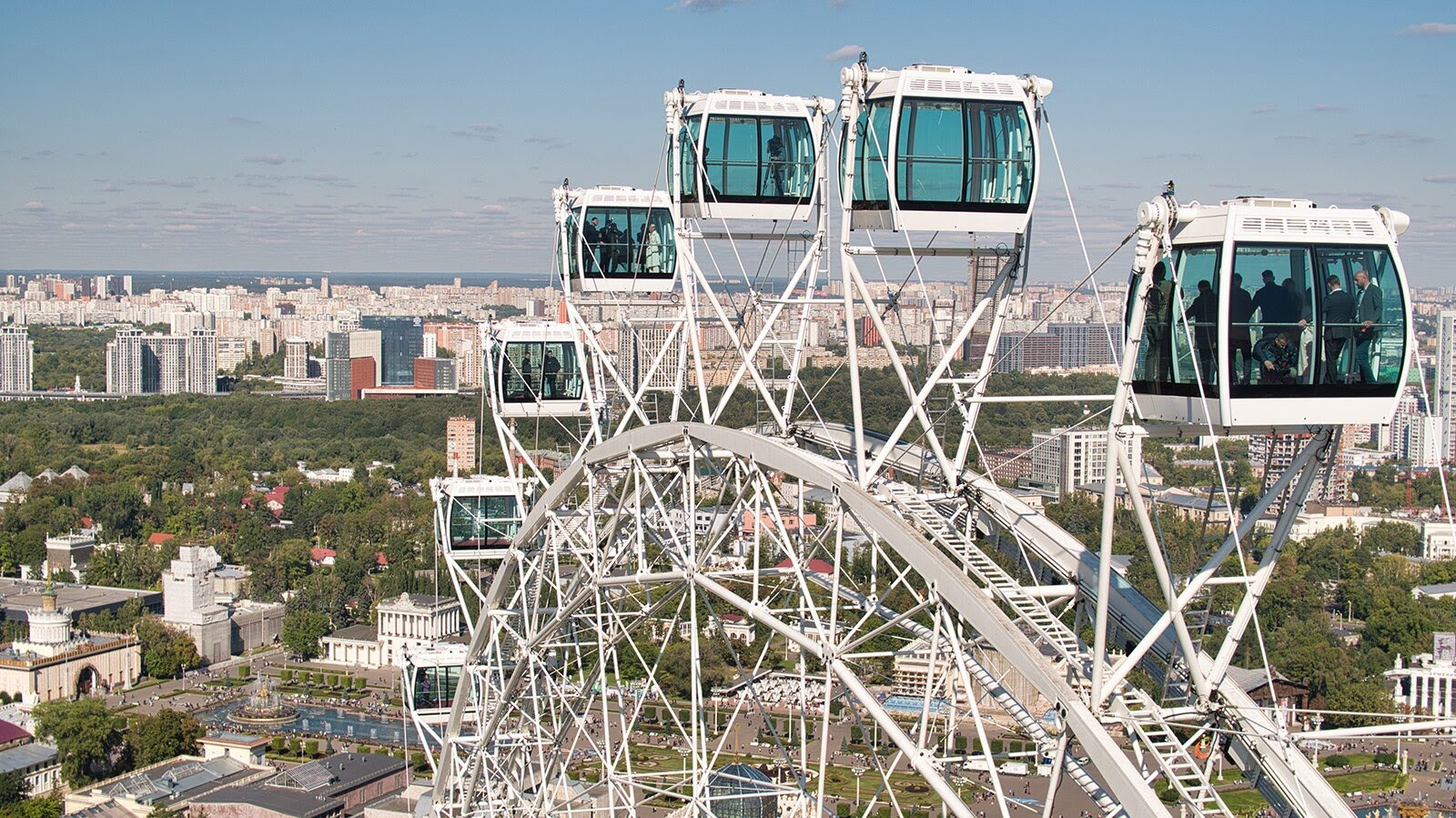
Кабинки в верхней части колеса обозрения

При индивидуальной аренде кабинки колесо используется как площадка для проведения фотосессии, романтического свидания или мероприятий для детей. Программа дополнительных сервисов предусматривает более 20 форматов мероприятий, в том числе церемонию бракосочетания.

## Критика
...у московского колеса обозрения по соседству будут жилые дома, причём не просто по соседству, а на расстоянии в несколько десятков метров — это несёт серьёзные техногенные риски, уверены жители.
Администрация приняла ряд технических решений, направленных на удовлетворение пожеланий жителей. В том числе, увеличили расстояние от застраиваемого участка до жилого сектора.

### Прекращение работы
«Солнце Москвы» прекратило работу на следующий же день после запуска, 11 сентября 2022, а его официальный сайт был недоступен. В пресс-службе аттракциона заявили, что аттракцион «работает в ограниченном режиме». В дирекции аттракциона заявили, что «решение было принято в целях безопасности из-за большого количества посетителей и необходимости перераспределения ажиотажного потока на другие дни во избежание нештатных ситуаций». При этом очевидцы отмечали, что колесо с посетителями останавливалось несколько раз в течение дня. В тот же день дирекция сообщила об изменении способа продажи билетов на слотовую систему, чтобы обеспечить всем желающим достойный уровень посещения.